# Лавриченко Наталія Миколаївна
Лавриче́нко Наталія Миколаївна (13 жовтня 1957, м. Малин, Житомирська область, УРСР) — українська фахівчиня в галузі педагогіки, завідувачка кафедри іноземних мов та методики викладання Глухівського національного педагогічного університету імені Олександра Довженка, доктор педагогічних наук (2006), професор (2011).

## Біографія
Наталія Лавриченко народилася 13 жовтня 1957 року у місті Малин Житомирської області, УРСР. У 1975 році закінчила середню загальноосвітню школу і вступила до Київського державного педагогічного інституту іноземних мов (нині Київський національний лінгвістичний університет). У 1980  році здобула диплом про вищу освіту і розпочала трудову діяльність за фахом «учитель французької та англійської мов». Упродовж десяти років працювала в закладах шкільної освіти. 
У 1990 році  обійняла посаду молодшого наукового співробітника в Українському науково-дослідному інституті педагогіки (нині Інститут педагогіки НАПН України). У 1995–1996 рр. навчалася в аспірантурі. У 1996 році захистила кандидатську дисертацію «Професійна орієнтація учнів у системі середньої освіти Франції». У 2001–2004 рр. навчалася в докторантурі. У 2006 р. захистила докторську дисертацію «Педагогічні основи соціалізації учнівської молоді в країнах Західної Європи».  
В Інституті педагогіки НАПН України обіймала посади завідувача лабораторією порівняльної педагогіки (2005-2009 рр.), першого заступника директора інституту (2009-2013 рр.). У 2009 році заснувала та обійняла посаду головного редактора часопису «Порівняльно-педагогічні студії»
З  2016 року Наталія Лавриченко працює в Глухівському національному педагогічному університеті імені Олександра Довженка, очолює кафедру іноземних мов та методики викладання.

## Наукова робота
У сферу її наукових інтересів входяться такі напрями:
- освітні системи різних країн;
- освітня політика;
- професійна орієнтація і соціалізація молоді;
- зміст шкільної освіти;
- педагогічні інновації й освітні реформи, технології й методики.

## Основні публікації
Наталія Лавриченко є автором понад 170 наукових праць, зокрема:
- Лавриченко Н.М. Пізнавати і розвивати обдарованість: монографія / Лавриченко Наталія Миколаївна. – Київ : Фенікс, 2021. – 352 с.
- ЛавриченкоН.М.  Методологія наукових досліджень:  педагогіка / Методичні рекомендації. - Суми, 2018.-55с.
- Лавриченко Н.М. Проблеми гуманістичного спрямування шкільної соціалізації. Педагогічні розмисли і нотатки: монографія. - Київ: «Інсайт-плюс», 2006.- 279 с.
- Лавриченко Н.М.Педагогіка соціалізації: європейські абриси: монографія. - Київ: ВІРА ІНСАЙТ, 2000.- 444с.
- Підготовка вчителя іноземної мови (англійської) для Нової української школи: колективна монографія/ за ред. Н.М. Лавриченко. - Суми ВВП «Мрія», 2018.- 279 с.
- Світоглядний потенціал шкільної гуманітарної освіти в країнах Європейського Союзу та США: колективна монографія /  за  ред. Н.М. Лавриченко. - К.: Педагогічна думка, 2014. – 200 с.
- Тенденції реформування загальної середньої освіти у країнах Європейського Союзу: колективна монографія / за ред. Н.М. Лавриченко. — К.: Педагогічна думка, 2008. - Частина 1. - 146 с.
- Тенденції реформування загальної середньої освіти у країнах Європейського Союзу: колективна монографія / за ред. Н.М.Лавриченко. - К.: Педагогічна думка, 2010. - Частина 2. - 121 с.
- Лавриченко Н. М. Проблеми гуманістичного спрямування шкільної соціалізації: педагогічні розмисли і нотатки. К., 2006. — К. : ТОВ «Інсайт-плюс», 2006. — 280 c
- Тенденції розвитку змісту базової освіти у країнах Заходу: колективна монографія/ за ред. Н.М.Лавриченко. - К.: КМПУ ім. Б.Д.Грінченка,  2003. - 186 с.
- Лавриченко Н.М. Категорії «соціальність», «духовність» та  «моральність» у сучасній педагогічній  науці // Шлях освіти.- 2003 -№1. - С. 7-11.
- Єгоров Г. С., Лавриченко Н. М., Мельниченко Б. Ф. Тенденції розвитку змісту базової освіти у країнах Заходу. — К.: КМПУ ім. Б. Д. Грінченка, 2003. — 186 с.
- Лавриченко Н. М. Педагогіка соціалізації: європейські абриси. — К., 2000. — 444 с.

## Нагороди
- Почесна грамота Верховної Ради України «За особливі заслуги перед Українським народом»;
- Знак МОН України «Відмінник освіти України»;
- Знак МОН України «За наукові досягнення»;
- Знак «Ушинський К. Д.».